# Mese
Mese ist eine italienische Gemeinde in der Provinz Sondrio (Lombardei). Ihr Gebiet umfasst 4 km². Das entspricht einer Einwohnerdichte von 405 Einw./km².

## Lage und Einwohner
Mese liegt 41 Straßenkilometer  südwestlich von der Provinzhauptstadt Sondrio und knapp 3 Kilometer südlich von Chiavenna. Die Gemeinde hat 1849 Einwohner (Stand 31. Dezember 2023). Die und gehört zur Comunità Montana della Valchiavenna.
Die Nachbargemeinden sind Gordona, Prata Camportaccio und San Giacomo Filippo.

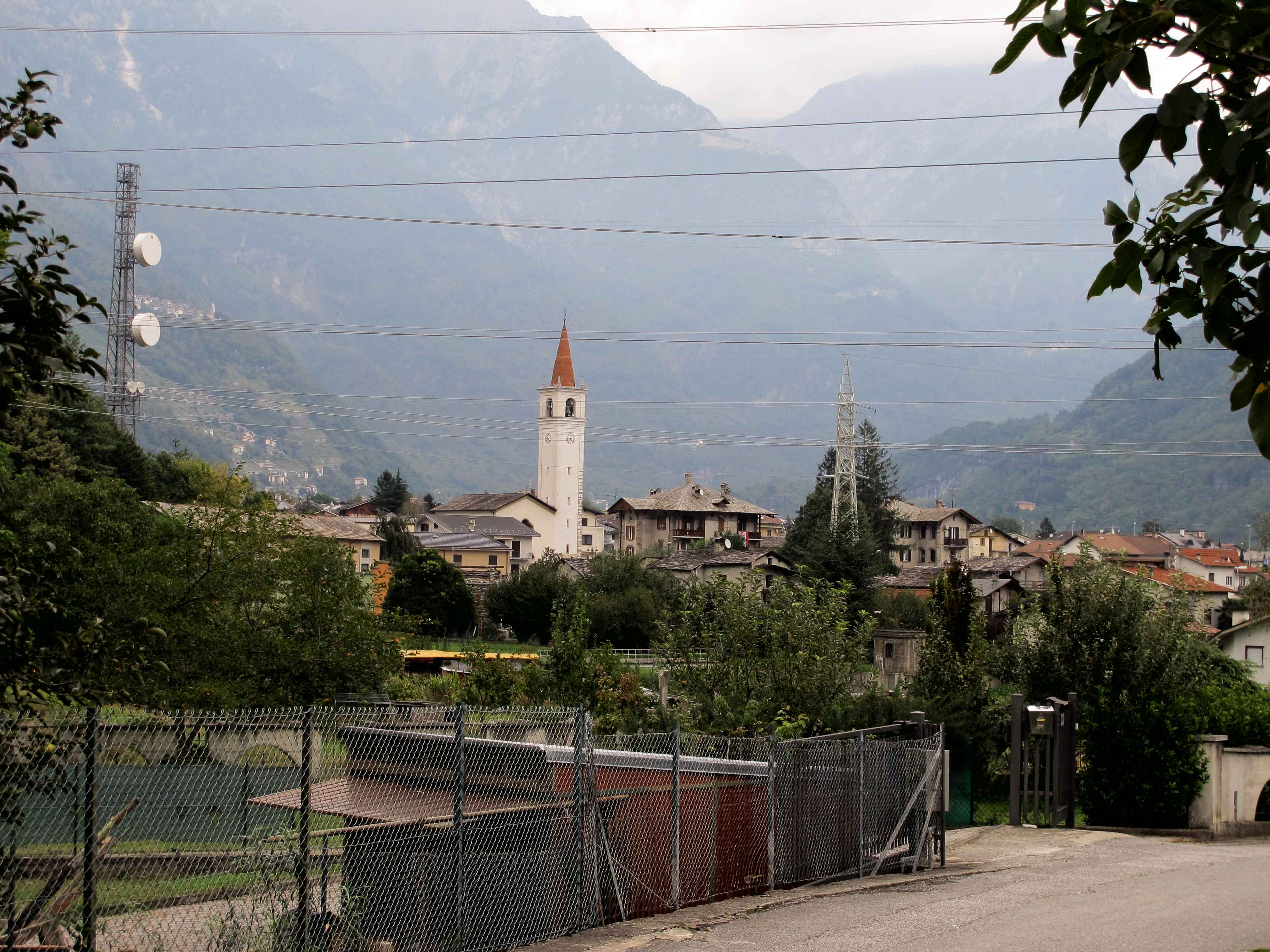
Panorama von Mese